# Telia-reklamen
Telia-reklamen var en serie av reklamfilmer i TV från telekommunikationsföretaget Telia Sonera Sverige. Reklamfilmer i serien har vunnit guldägg och andra utmärkelser inom reklambranschen.  Totalt spelades 90 filmer in under perioden januari 2004-december 2010. Många av dem i Enköping där huvudkaraktärerna pappan och dottern bor.  
Telia-reklamen visar komiska situationer relaterade till telekommunikation i familjen Svenssons liv. Mycket av komiken bygger på att pappan i familjen ofta ligger flera steg efter sina barn när det gäller förståelsen för ny teknik och att barnen, främst dottern, uppfattar pappan som pinsam när han visar sin okunnighet. Dottern i familjen är ofta sur och lat; hellre än att själv gå en promenad och fönstershoppa skickar hon ut sin lillebror med en mobilkamera.
Konceptet är skapat av Martin Marklund, Enis Püpülek och Petrus Kukulski. Senare reklamfilmer i serien gjordes av Henric Almquist, Hanna Belander och Martin Johanssen tillsammans med produktionsbolaget Esteban. 2010 lades reklamen ner.. Under sommaren 2009 gjorde rollfiguren Gunnar Svensson ett inhopp i ICA-reklamen och köpte ett Telia-refillkort.

## Roller
- Gunnar Svensson, pappa - Roland Nordqvist
- Anna Svensson, dotter - Angelica Zetterström
- Johan Svensson, son - Sebastian Nilsson
- Micke, Annas pojkvän - Robin Karlsson
- Lena, Annas väninna - Angelica Klarbo
- Monica, Gunnars flickvän - Ingela Flinta

## Kritik
2005 drogs en av filmerna i serien tillbaka av Telia sedan den svenska ambassaden i Warszawa mottagit protester mot hur polacker framställdes i filmen.